# Zubowice
Zubowice is een plaats in het Poolse district  Zamojski, woiwodschap Lublin. De plaats maakt deel uit van de gemeente Komarów-Osada en telt 560 inwoners.